# Werkzeug & Formenbau
Werkzeug & Formenbau ist eine deutsche Fachzeitschrift für Maschinenwesen und Werkstoffwissenschaften. Sie wird im Verlag moderne Industrie in Landsberg am Lech herausgegeben. Zielgruppe der Zeitschrift sind vor allem Führungskräfte. 
Die Zeitschrift ist Gründungsmitglied und Partner des Wettbewerbs „Excellence in Production“ zum „Werkzeugbau des Jahres“, der federführend vom Werkzeugmaschinenlabor WZL der RWTH Aachen und dem Fraunhofer-Institut für Produktionstechnologie veranstaltet wird.
Das Magazin ist außerordentliches Mitglied beim Verband Deutscher Werkzeug- und Formenbauer. Chefredakteur Richard Pergler ist zugleich Aufsichtsrat in der genossenschaftlichen Brancheninitiative "Marktspiegel Werkzeugbau", in der sich die Werkzeug- und Formenbauer der Erstellung eines Benchmarksystems für ihre Branche widmen. 
Werkzeug & Formenbau ist Veranstalter des Zukunftsforums Werkzeug- und Formenbau auf der Moulding Expo.

## Award „Werkzeug- und Formenbau Ehrenmedaille für besondere Verdienste um die Branche“
Die Zeitschrift Werkzeug & Formenbau vergibt im Zweijahresturnus den Award "Werkzeug- und Formenbau Ehrenmedaille für besondere Verdienste um die Branche". Die Medaille wird von einer unabhängigen Jury vergeben, zu der unter anderem Vertreter aus den Verbänden VDWF, VDMA, VDW und von der Werkzeugbauakademie Aachen (WBA) gehören. Der Preis soll nicht ein abgeschlossenes Lebenswerk des Geehrten auszeichnen – er soll vielmehr Ansporn sein, weiterhin Gutes für die Branche zu bewegen und insbesondere der Jugend Vorbild und Leuchtturm zu sein. 
Der Preis wurde erstmals im Jahr 2015 vergeben. Die bisherigen Preisträger sind:
- 2015: Karl-Heinz Möller, Verleger und Chefredakteur der Fachzeitschrift „Der Stahlformenbauer“
- 2017: Willi Schmid und Margot Schenk, Gründungsmitglieder des VDWF
- 2019: Prof. Fritz Klocke (Ingenieur), geschäftsführender Leiter des Fraunhofer IPA in Stuttgart
- 2021: Lothar Horn, Unternehmer (Hartmetall-Werkzeugfabrik Paul Horn) und über lange Jahre Vorsitzender des VDMA-Fachverbandes Präzisionswerkzeuge